# Saturniidae
Los satúrnidos (Saturniidae) son una familia de lepidópteros ditrisios de la superfamilia Bombycoidea que agrupa 2300 especies. Incluye algunas de las mariposas más grandes y espectaculares del mundo, como la mariposa atlas y la mariposa isabelina.
Cabe destacar que el adulto no se alimenta, su aparato bucal está atrofiado o ausente y tiene una vida muy corta. En general las larvas se alimentan de las hojas de árboles o arbustos. Algunos son defoliadores serios y son considerados plagas.
Hay diferentes grados de dimorfismo sexual según las especies, pero en general, los machos poseen antenas más largas y complejas, con ramificaciones plumosas. Las usan para detectar las feromonas de las hembras.
Están distribuidos principalmente en zonas tropicales y subtropicales, con su mayor diversidad en el nuevo mundo.

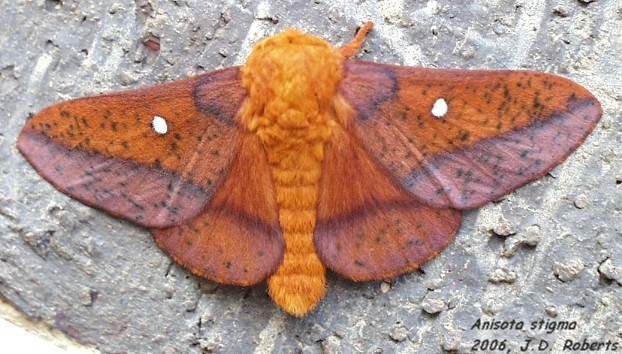
Anisota stigma (Ceratocampinae)

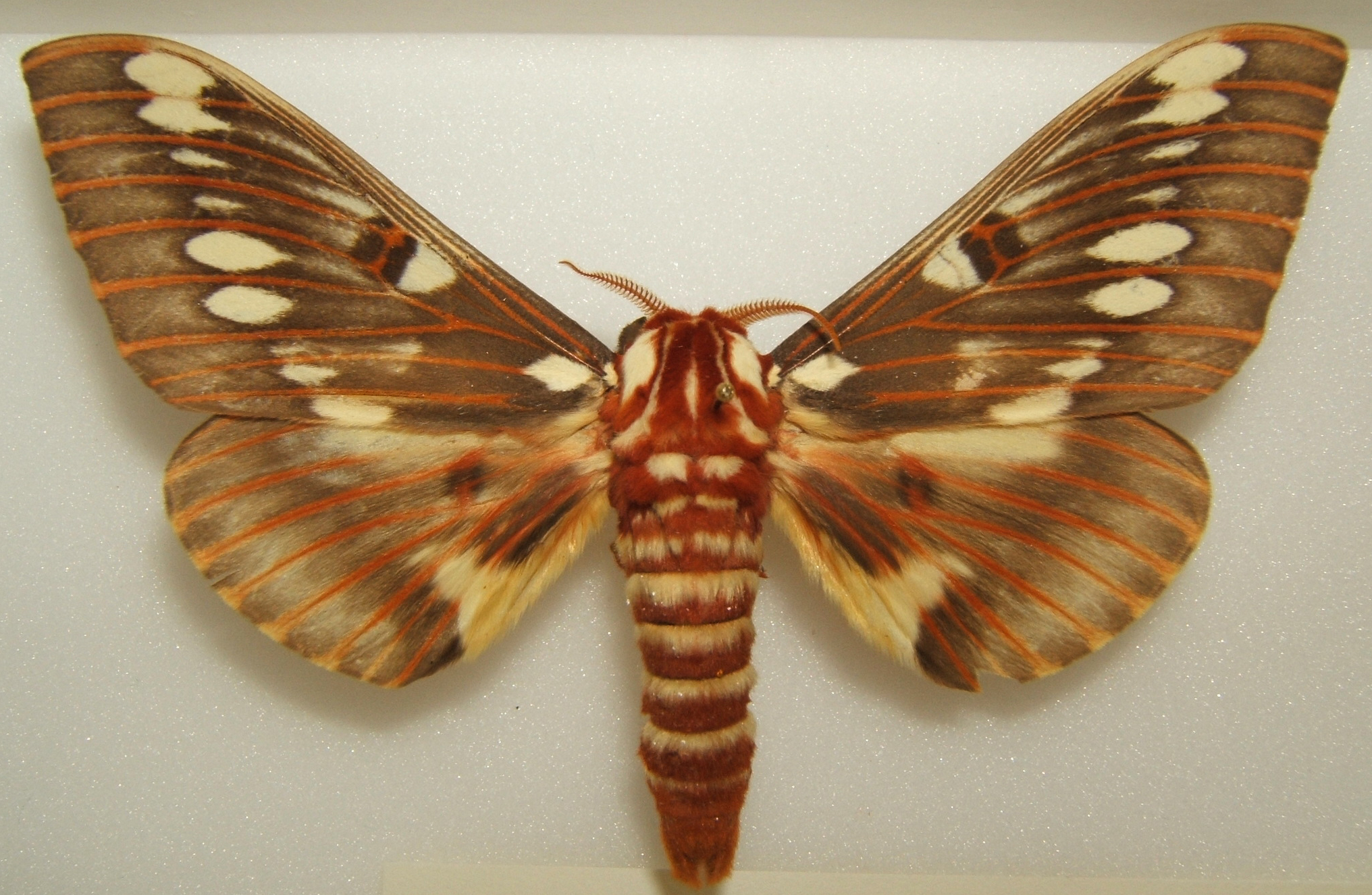
Citheronia splendens, macho (Ceratocampinae)

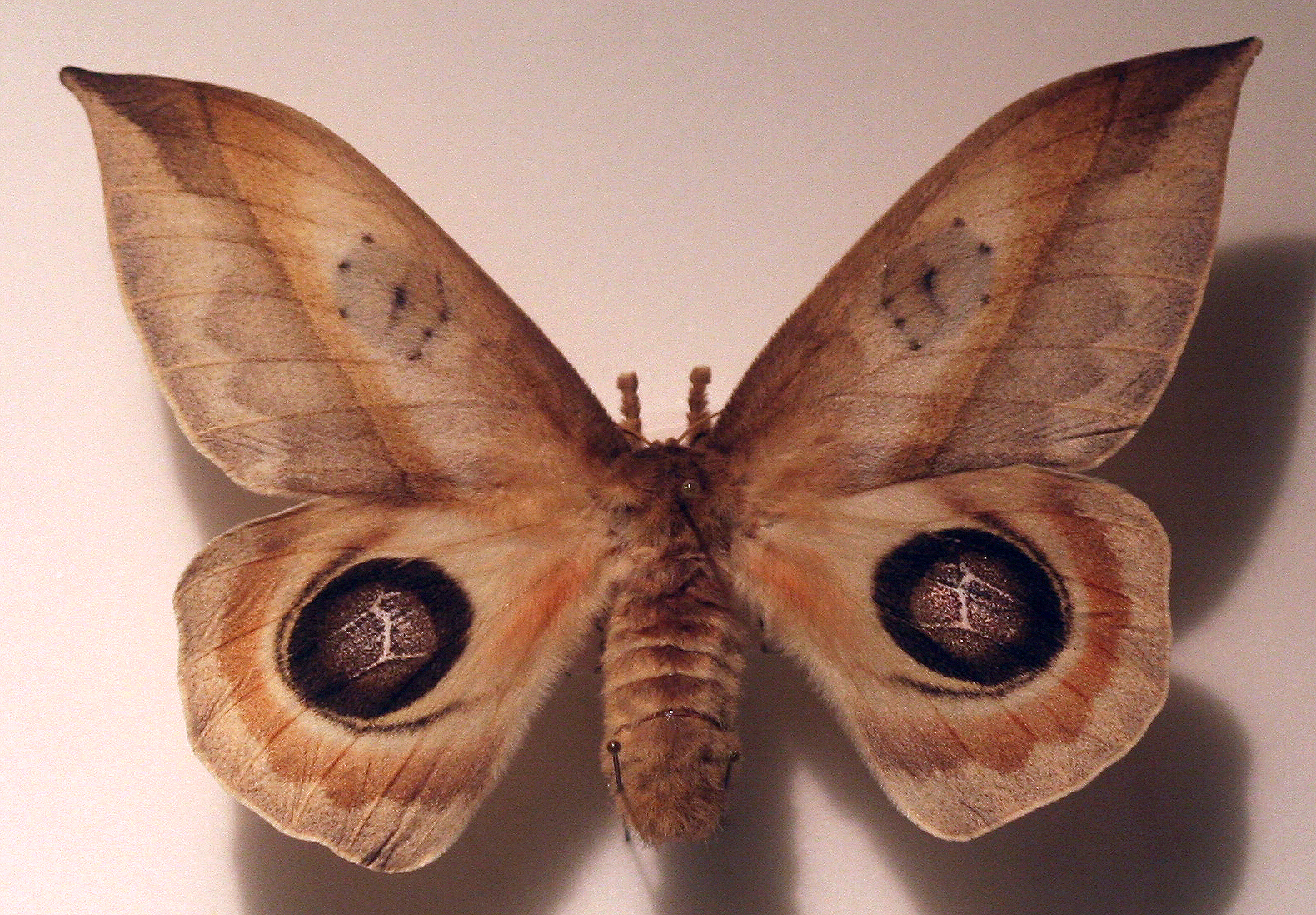
Automeris metzli (Hemileucinae)

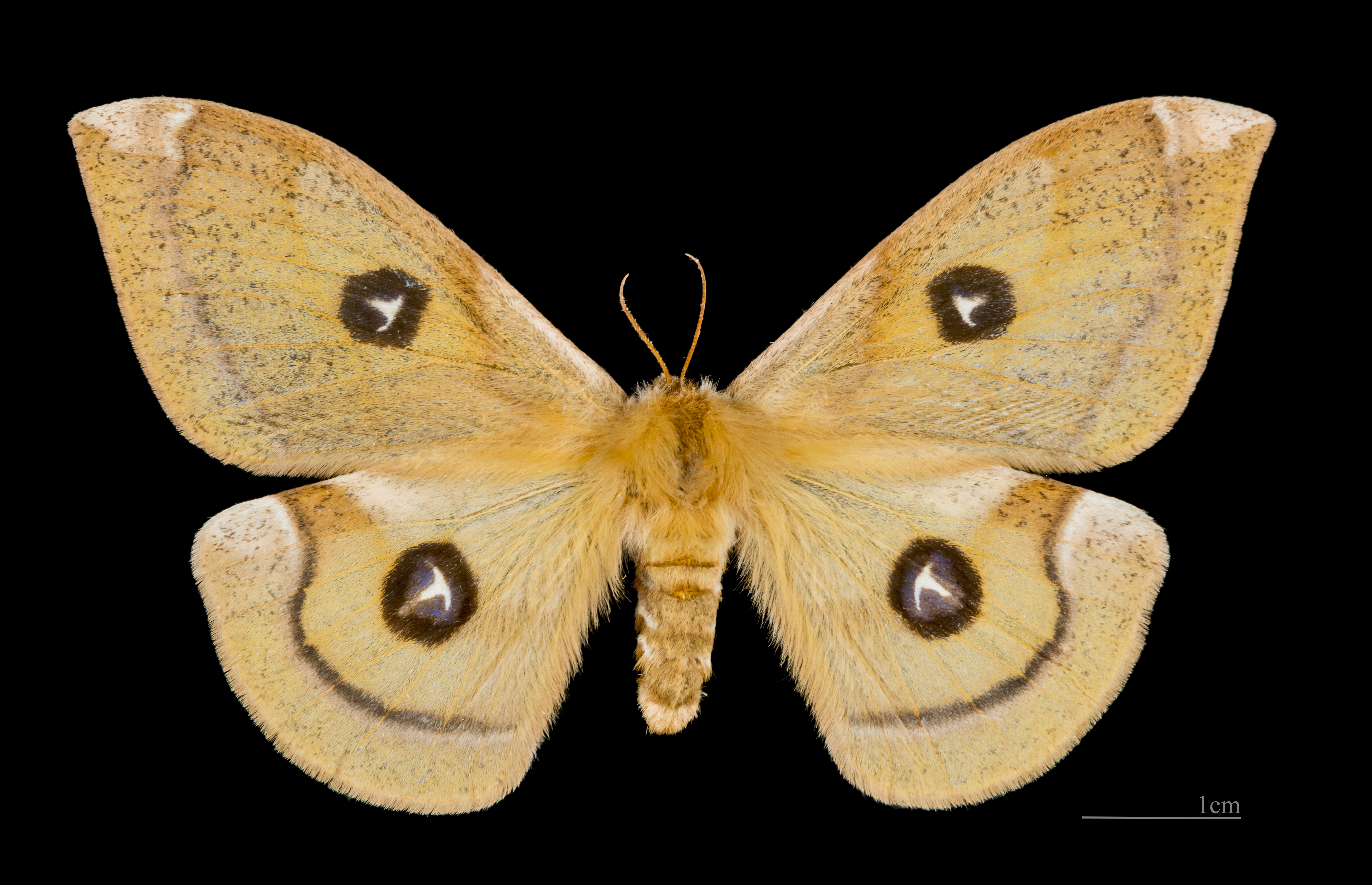
Aglia tau, hembra (Agliinae)

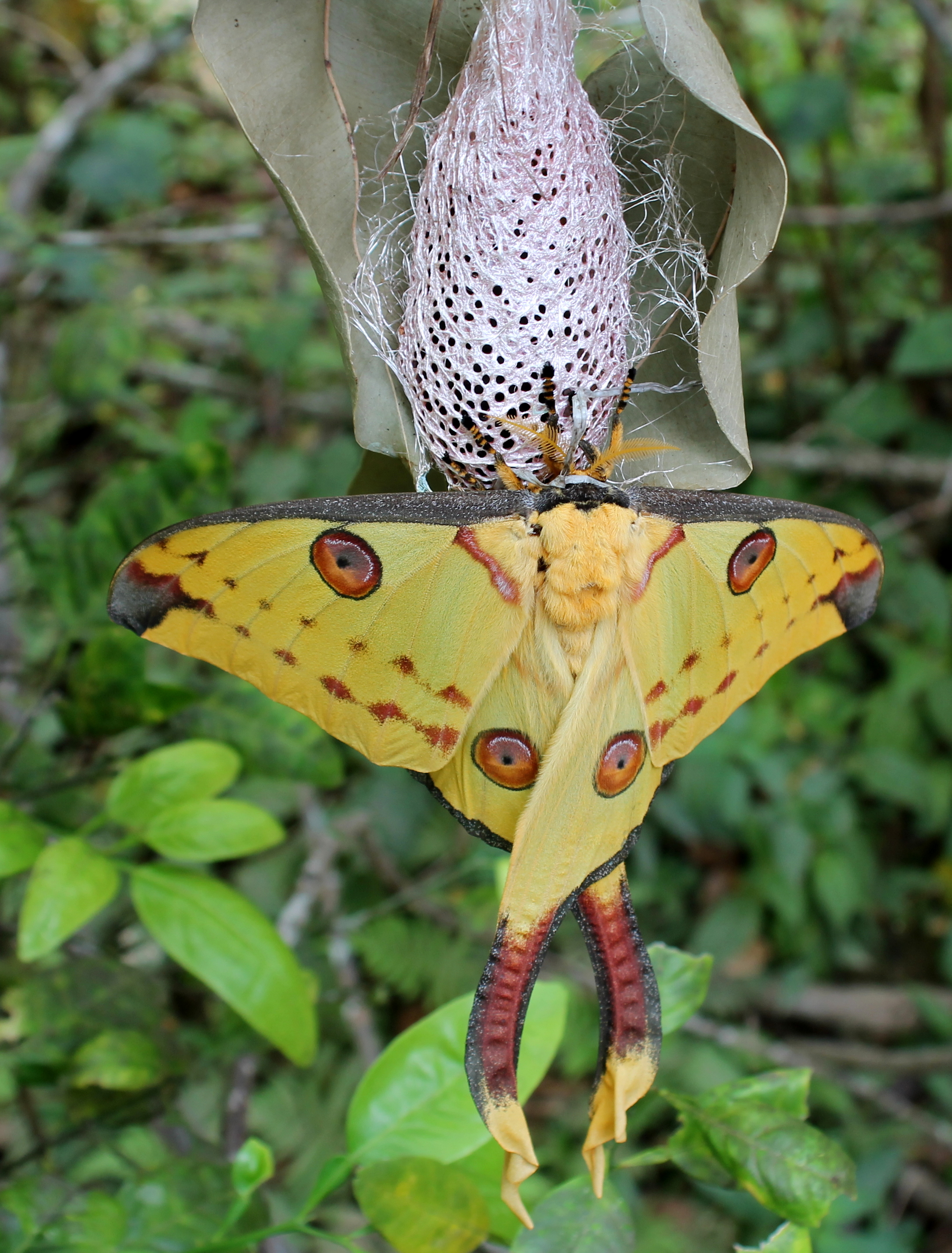
Argema mittrei

## Sistemática y evolución
Saturniidae es más diversa en los neotrópicos en cuanto a número de especies. Además las subfamilias más antiguas se encuentran solo en las Américas. Solo los satúrnidos más modernos tienen una distribución mundial más amplia. Por lo tanto, aun en ausencia de suficientes datos fósiles se puede concluir que Saturniidae se originó en los neotrópicos. Cabe destacar que dos de las subfamilias incluidas aquí (Oxyteninae and Cercophaninae) son tratadas como familias separadas por otros taxónomos. 
Esta lista coloca las subfamilias en su secuencia filogenética aceptada, desde más antiguas a más recientes. También se incluyen algunos géneros y especies más notables.
- Subfamilia Oxyteninae (3 géneros, 35 especies)
  - Oxytenis
- Subfamilia Cercophaninae (4 géneros, 10 especies)
- Subfamilia Arsenurinae (10 géneros, 60 especies, Neotropics)
  - Paradaemonia Bouvier, 1925

- Subfamilia Ceratocampinae (27 géneros, 170 especies, Américas)
  - Adeloneivaia
  - Anisota
    - Anisota stigma
    - Anisota senatoria

  - Citheronia
    - Citheronia azteca
    - Citheronia lobesis
    - Citheronia regalis
    - Citheronia sepulcralis
    - Citheronia splendens

  - Dryocampa
    - Dryocampa rubicunda

  - Eacles
    - Eacles imperialis polilla imperial

  - Syssphinx
    - Syssphinx bicolor
    - Syssphinx hubbardi
    - Syssphinx montana
- Subfamilia Hemileucinae (51 géneros, 630 especies, Américas)
  - Automeris
    - Automeris io
    - Automeris louisiana

  - Coloradia
  - Hemileuca
    - Hemileuca nevadensis
    - Hemileuca maia

  - Lonomia
  - Ormiscodes
- Subfamilia Agliinae (1 género, 3 especies)
  - Aglia
    - Aglia tau
- Subfamilia Ludiinae (disputado) (8 géneros, África)
- Subfamilia Salassinae (1 género, 12 especies, trópicos)
  - Salassa
- Subfamilia Saturniinae (59 géneros, 480 especies, regiones tropicales y templadas de todo el mundo)